# NGC 3850
NGC 3850 é uma galáxia espiral barrada (SBc) localizada na direcção da constelação de Ursa Major. Possui uma declinação de +55° 53' 12" e uma ascensão recta de 11 horas, 45 minutos e 35,5 segundos.
A galáxia NGC 3850 foi descoberta em 14 de Abril de 1789 por William Herschel.